# Robin Van Keeken
Robin Van Keeken (ur. 22 lipca 1980 w Bodegraven) – holenderski wioślarz.

## Osiągnięcia
- Mistrzostwa Europy – Poznań 2007 – jedynka – 8. miejsce[1].
- Mistrzostwa Europy – Ateny 2008 – jedynka – 5. miejsce[1].